# Coryphomys buehleri
Coryphomys buehleri é uma espécie de roedor extinto da ilha de Timor, conhecido somente por material subfóssil. É a única espécie descrita para o gênero Coryphomys. Musser e Carleton (2005) relacionam o gênero, com o grupo Pogonomys, endêmico da Nova Guiné.